# Vernon (Indiana)
Pour les articles homonymes, voir Vernon.
La ville de Vernon est le siège du comté de Jennings, situé dans l’État de l’Indiana, aux États-Unis. Sa population s’élevait à 318 habitants lors du recensement de 2010, estimée à 306 habitants en 2017.

## Démographie
| Groupe            | Vernon | Indiana | États-Unis |
| ----------------- | ------ | ------- | ---------- |
| Blancs            | 97,5   | 84,3    | 72,4       |
| Autres            | 1,6    | 3,0     | 5,3        |
| Afro-Américains   | 0,3    | 9,1     | 12,6       |
| Métis             | 0,3    | 2,0     | 2,9        |
| Asiatiques        | 0,3    | 1,6     | 4,8        |
| Total             | 100    | 100     | 100        |
|                   |        |         |            |
| Latino-Américains | 0,6    | 6,0     | 16,7       |

Selon l'American Community Survey, pour la période 2011-2015, 97,48 % de la population âgée de plus de 5 ans déclare parler anglais à la maison, alors que 2,52 % déclare parler l'espagnol.
Le revenu par habitant était en moyenne de 23 050 dollars par an entre 2012 et 2016, inférieur à la moyenne de l’Indiana (26 117 dollars), et à la moyenne nationale (29 829 dollars). Sur cette même période, 25,7 % des habitants de Vernon vivaient sous le seuil de pauvreté (contre 15,0 % dans l'État et 12,7 % à l'échelle des États-Unis).